# Ербевил
Ербевил (фр. Herbeuville) насеље је и општина у североисточној Француској у региону Лорена, у департману Меза која припада префектури Верден.
По подацима из 2011. године у општини је живело 179 становника, а густина насељености је износила 26,68 становника/km². Општина се простире на површини од 6,71 km². Налази се на средњој надморској висини од 318 метара (максималној 392 m, а минималној 221 m).

## Демографија
| 1962. | 1968. | 1975. | 1982. | 1990. | 1999. | 2011. |
| ----- | ----- | ----- | ----- | ----- | ----- | ----- |
| 127   | 137   | 130   | 133   | 135   | 148   | 179   |

График промене броја становника у току последњих година